# اهداف توسعه هزاره

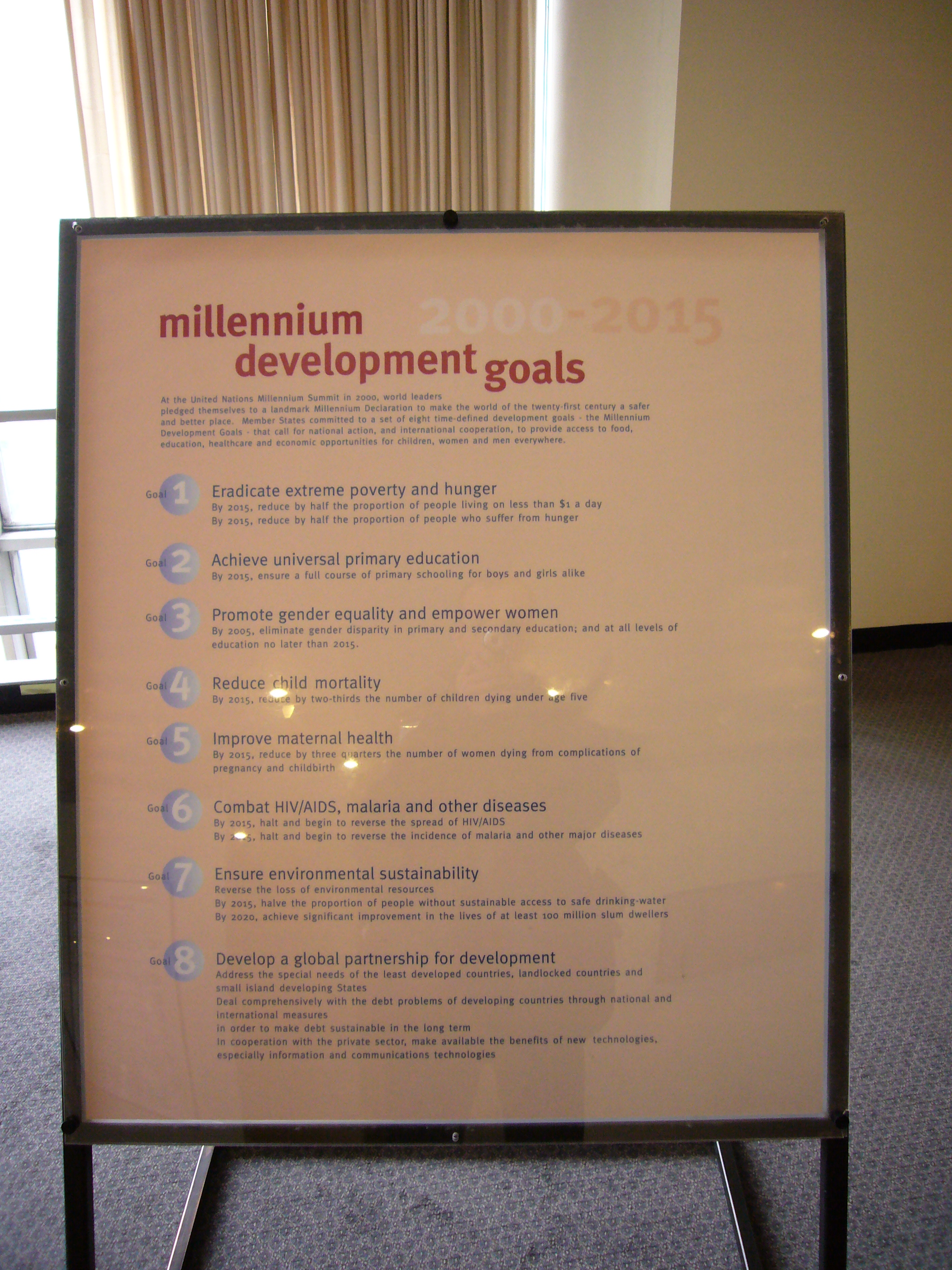
پوستری در مقر سازمان ملل متحد که اهداف هشتگانه‌ی توسعه هزاره را نشان می‌دهد.

اهداف توسعه هزاره (MDGs) هشت هدف مشترک بودند که در سال ۲۰۰۰ در سازمان ملل بر سر آن‌ها توافق شد. این اهداف باید تا سال ۲۰۱۵ تأمین می‌شدند.
اهداف توسعه هزاره (به صورت مخفف: MDGs) (به انگلیسی: Millennium Development Goals)، هشت آرمان و هدف توسعه بین‌المللی تا سال ۲۰۱۵ بود که پس از اجلاس هزاره (Millennium Summit) سازمان ملل متحد در سال ۲۰۰۰ و در پی تصویب بیانیه هزاره سازمان ملل متحد (United Nations Millennium Declaration) تعیین شدند. این اهداف بر اساس اهداف توسعه بین‌المللی OECD DAC بودند و در قالب " تشکیل استراتژی برای قرن ۲۱" مورد توافق وزرای توسعه قرار گرفتند. در سال ۲۰۱۶ اهداف توسعه پایدار (SDGs) جایگزین اهداف توسعه هزاره شد.
همه ۱۹۱ کشورهای عضو سازمان ملل متحد و دستکم ۲۲ سازمان بین‌المللی متعهد شدند تا به دستیابی اهداف توسعه هزاره تا سال ۲۰۱۵ کمک کنند.
این اهداف عبارت بودند از:
- آرمان ۱: از بین بردن فقر مطلق و گرسنگی
- آرمان ۲: دست یافتن به آموزش ابتدایی همگانی
- آرمان ۳: گسترش و ترویج برابری جنسیتی و توانمندسازی زنان
- آرمان ۴: کاهش مرگ‌ومیر کودکان
- آرمان ۵: بهبود سلامت مادران
- آرمان ۶: مبارزه با ایدز، مالاریا و دیگر بیماری‌ها
- آرمان ۷: تضمین پایداری (پایایی) محیط زیست
- آرمان ۸: گسترش مشارکت جهانی برای توسعه

هر آرمان دارای اهداف مشخص و تاریخ‌های معین جهت دستیابی به آن اهداف بود. هشت آرمان با ۲۱ هدف مشخص اندازه‌گیری می‌شدند.
در ژوئن ۲۰۰۵ و جهت سرعت بخشیدن دستیابی به اهداف، وزرای دارایی گروه هشت موافقت کردند که بودجه کافی را برای بانک جهانی، صندوق بین‌المللی پول (IMF) و بانک توسعه آفریقا (AfDB) فراهم کنند تا آنها ۴۰ تا ۵۵ میلیارد دلار بدهی اعضای گروه کشورهای فقیر به شدت بدهکار (HIPC) را لغو کنند. به این ترتیب این کشورها اجازه پیدا می‌کردند تا منابع خود را به سمت برنامه‌های بهبود بهداشت و آموزش و کاهش فقر هدایت کنند.
منتقدان اهداف توسعه هزاره از فقدان تحلیل و توجیه لازم و کافی در پس اهداف انتخاب‌شده و نیز دشواری یا عدم اندازه‌گیری برخی از اهداف و پیشرفت نامتوازن و برخی مسائل دیگر  انتقاد داشتند.

## خاستگاه
پس از پایان جنگ سرد، در دهه ۱۹۹۰ مجموعه‌ای از کنفرانس‌های سازمان ملل تشکیل شد که به برخی از موضوعات مانند مسائل مربوط به کودکان، تغذیه، حقوق بشر و زنان تمرکز داشت که منجر به تعهداتی برای اقدامات بین‌المللی مشترک در این زمینه شد. در سال ۱۹۹۵ اجلاس سران در زمینه توسعه اجتماعی، اعلامیه کپنهاگ در زمینه توسعه اجتماعی را منتشر کرد که شامل فهرستی طولانی و پیچیده از تعهدات رهبران جهانی بود که بسیاری از تعهدات از نتایج کنفرانس‌های قبلی اقتباس شده بود.
از آنجا که سطح کمک‌های بین‌المللی در حال کاهش بود، کمیته کمک به توسعه OECD درهمان سال عملیاتی را برای بررسی آینده کمک‌های توسعه یی تشکیل داد.
در گزارش حاصل که در سال ۱۹۹۶ بنام "شکل دهی قرن ۲۱" تهیه شد، برخی از تعهدات کپنهاگ را به شش "اهداف توسعه بین المللی" قابل نظارت تبدیل کرد که محتوا و شکلی مشابه با اهداف توسعه هزاره نهایی MDGs داشت.
این موارد شامل: نصف کردن فقر تا سال ۲۰۱۵، آموزش ابتدایی همگانی تا سال ۲۰۱۵، حذف نابرابری جنسیتی در مدارس تا سال ۲۰۰۵، کاهش مرگ و میر نوزادان، کودکان و مادران تا سال ۲۰۱۵، دسترسی همگانی به خدمات بهداشت باروری تا سال ۲۰۱۵ و تدابیر ملی کافی برای توسعه پایدار در سراسر دنیا تا سال ۲۰۱۵ بودند.
در اواخر سال ۱۹۹۷، مجمع عمومی سازمان ملل متحد یک مجمع ویژه هزاره برای اصلاح سیستم سازمان ملل متحد اختصاص داد.
یک سال بعد، سازمان ملل متحد به‌طور مشخص تصمیم گرفت که نه تنها مجمع هزاره، بلکه یک اجلاس هزاره را نیز به دبیرکلی کوفی عنان برگزار کند که این اجلاس موظف شد پیشنهاداتی آینده نگرانه و پیشرو به منظور اصلاحات برنامه‌های بنیادی سازمان ملل ارائه کند.
گزارش عنان، هنگامی که در آوریل ۲۰۰۰ تحت عنوان "ما مردم: نقش سازمان ملل متحد در قرن ۲۱" منتشر شد، مسائل مربوط به اصلاحات سازمان ملل را در چالش‌های بزرگتری که جهان با آن مواجه است را مشخص کرد. اصلی‌ترین موضوعات به نحوی تعریف شد که "اطمینان خاطری باشد که بجای نادیده گرفتن میلیاردها نفر، جهانی شدن به بعنوان یک نیروی مثبت برای همه مردم جهان در نظر گرفته شود.
در سپتامبر ۲۰۰۰ اجلاس هزاره و مجمع عمومی، اعلامیه هزاره (United Nations Millennium Declaration) را صادر کردند که موضوعاتی را که عنان را مطرح کرده بود را منعکس می‌کرد.
این اعلامیه به‌طور مشخص به «اهداف توسعه هزاره» اشاره نکرده است ولی حاوی عبارات مشابهی با همان اهداف نهایی است.
یک اتفاق مهم، یکی شدن بحث‌های تحت نظارت سازمان ملل متحد و رویکرد OECD در زمینه "شکل دادن به قرن ۲۱" بود؛ این اتحاد در جلسه ای که توسط بانک جهانی در مارس ۲۰۰۱ برگزار شد، مورد توافق قرار گرفت. در سپتامبر ۲۰۰۱، عنان «نقشه راه به سوی اجرای بیانیه هزاره سازمان ملل» را به مجمع عمومی ارائه کرد که شامل یک بخش ویژه در مورد «اهداف توسعه هزاره» بود.
دیوید هالم و جیمز اسکات خاطرنشان می‌کنند که روند ایجاد اهداف توسعه هزاره بعلت اینکه ساختار واحدی نداشت و یک «شروع یا پایان مشخصی» نداشت پراکنده بودند. آنها همچنین اظهار داشتند که این فرایند بجای اینکه توسط کشورهای مورد هدف توسعه هزاره انجام شود، بیشتر توسط کشورهای ثروتمند هدایت می‌شد[4].

## سرمایه انسانی، زیرساخت‌ها و حقوق بشر
اهداف توسعه هزاره MDGs بر سه حوزه سرمایه انسانی، زیرساخت‌ها و حقوق بشر ([حقوق اقتصادی، اجتماعی و فرهنگی]) با هدف افزایش استانداردهای زندگی تأکید داشتند[11].
اهداف مربوط به سرمایه انسانی شامل تغذیه، مراقبت‌های بهداشتی (شامل مرگ و میر کودکان، سل و مالاریا، ایدز/HIV و سلامت جنسی و باروری (Sexual and reproductive health) و آموزش است.
اهداف مربوط به زیرساخت ها؛ شامل دسترسی به آب آشامیدنی سالم، انرژی و فناوری اطلاعات/ارتباطات مدرن است که باعث افزایش بازدهی مزارع با روشهای پایدار در حمل و نقل و محیط زیست می‌شود.
اهداف مربوط به حقوق بشر شامل توانمند سازی زنان، کاهش خشونت، افزایش صداهای مختلف سیاسی، تضمین دسترسی برابر به خدمات عمومی و افزایش امنیت حقوق مالکیت است.
اهداف به منظور افزایش توانایی‌های انسانی هر فرد (روش رویکرد قابلیت، Capability approach) و بهبود شرایط رسیدن به یک «زندگی مولد» بود. اهداف توسعه هزاره تأکید می‌کند که سیاستهای هر کشور باید متناسب با نیازهای آن کشور باشد؛ به همین خاطر اکثر پیشنهادات سیاست گذاری کلی هستند.

## مشارکت
اهداف توسعه هزاره بر نقش کشورهای توسعه یافته در کمک به کشورهای در حال توسعه تأکید می‌کند. همان‌طور که در هدف ۸ مشخص شده است، این اهداف و برنامه‌ها برای کشورهای توسعه یافته برای دستیابی به «مشارکت جهانی برای توسعه» با حمایت از تجارت منصفانه، کاهش بدهی، افزایش کمک‌ها، بهبود دسترسی به داروهای ضروری قابل تأمین و تشویق انتقال فناوری می‌باشد.

## آرمان‌ها و اهداف[۹]

### آرمان ۱: از بین بردن فقر شدید و گرسنگی
هدف ۱–۱: کاهش و به نیم رساندن جمعیت مردمی که با کمتر از ۱٫۲۵ دلار در روز زندگی می‌کنند طی دوره زمانی ۱۹۹۰ تا ۲۰۱۵. (۱۵)
هدف ۲–۱: دست یافتن به اشتغال و کار مناسب برای همه، شامل زنان، مردان و جوانان.
هدف ۳–۱: کاهش و به نیم رساندن جمعیت مردمی که از گرسنگی رنج می‌برند طی دوره زمانی ۱۹۹۰ تا ۲۰۱5(16).

### آرمان ۲: دست یافتن بهآموزش ابتداییهمگانی
هدف ۱–۲: تا سال ۲۰۱۵، تمام کودکان شامل دختران و پسران بتوانند پایه‌های مقطع ابتدایی به اتمام برسانند(۱۷).

### آرمان ۳: گسترش و ترویج برابری جنسیتی و توانمندسازی زنان
هدف ۱–۳: از بین بردن نابرابری جنسیتی در آموزش ابتدایی و متوسطه ترجیحن تا سال ۲۰۰۵، و در تمام مقاطع تحصیلی تا سال ۲۰۱5 (17).

### آرمان ۴: کاهش مرگ و میر کودکان
هدف ۱–۴: کاهش دو سوم از نرخ مرگ و میر میان کودکان زیر پنج سال طی دوره زمانی ۱۹۹۰ تا ۲۰۱5(19).

### آرمان ۵: بهبود سلامت مادران
هدف ۱–۵: کاهش سه چهارم نرخ مرگ و میر مادران (Maternal mortality ratio) طی دوره زمانی ۱۹۹۰ تا ۲۰۱۵.
هدف ۲–۵: دست یابی همگانی جهانی به سلامت جنسی و باروری (Sexual and reproductive health) تا سال ۲۰۱5 (20).

### آرمان ۶: مبارزه با ایدز، مالاریا و دیگر بیماری‌ها
هدف ۱–۶: متوقف کردن انتشار ایدز و آغاز روند معکوس آن تا سال ۲۰۱۵.
هدف ۲–۶: تأمین دسترسی به تجهیزات درمانی لازم برای HIV/AIDS برای تمام کسانی که به آن نیاز دارند تا سال ۲۰۱۵.
هدف ۳–۶: متوقف کردن انتشار مالاریا و سایر بیماری‌های اساسی و آغاز روند معکوس میزان مبتلایان تا سال ۲۰۱5(21).

### آرمان ۷: تضمین پایداری محیط زیست
هدف ۱–۷: گنجاندن اصول توسعه ی پایدار در سیاست گذاری‌ها و برنامه‌های کشورها و آغاز روند معکوس اتلاف منابع محیط زیست.
هدف ۲–۷: کاهش اتلاف تنوع زیستی، با یک کاهش چشم گیر در نرخ اتلاف تا سال ۲۰۱۰.
هدف ۳–۷: کاهش و به نیم رساندن جمعیتی که دسترسی پایدار به آب آشامیدنی سالم (تأمین آب) و سیستم اولیه پساب‌زدایی ندارند تا سال ۲۰۱۵.
هدف ۴–۷: تا سال ۲۰۲۰ دست یافتن به بهبود چشمگیر و قابل توجه در کیفیت زندگی حداقل ۱۰۰ میلیون زاغه‌نشین (۲۲).

### آرمان ۸: گسترش مشارکت جهانی برای توسعه
هدف ۱–۸: توسعهٔ بیشتر یک سیستم بازرگانی و مالی باز، قانون مند، قابل پیش‌بینی و بدون تبعیض.
هدف ۲–۸: رسیدگی و توجه به نیازهای ویژه کشورهایی با کمترین میزان توسعه
هدف ۳–۸: رسیدگی و توجه به نیازهای ویژهٔ کشورهای در حال توسعه ی محصور در خشکی و نیز جزایر کوچک درحال توسعه
هدف ۴–۸: مقابله فراگیر و همه‌جانبه با مشکل بدهی‌های کشورهای در حال توسعهاز طریق اقدامات ملی و بین‌المللی؛ به منظور معقول کردن بدهی‌ها در دراز مدت
هدف ۵–۸: با همکاری شرکت‌های داروسازی، امکان دسترسی به داروهای مقرون به صرفه و ضروری در کشورهای در حال توسعه فراهم شود.
هدف ۶–۸: با همکاری بخش خصوصی، مزایای فناوری‌های جدید، به ویژهفناوری اطلاعات و ارتباطات در دسترس مردم قرار داده شود.

## اهداف توسعه هزاره در ایران
سند MDGs که سند ماقبل بیانیه اهداف توسعه پایا بود توسط دولت نهم و دهم اجرا شده و گزارش موفقیت آن توسط وزیر وقت آموزش و پرورش اعلام و در خبرگزاری‌ها اطلاع‌رسانی شد.
این درحالی است که اجرای مشروط بیانیه اهداف توسعه پایدار در روزهای انتخاباتی دوازدهمین دوره ریاست جمهوری اسلامی ایران حاشیه ساز شد.

## انتقادات

### کلی
- قدرت تحلیلی و اهداف منتقدان بیان کرده‌اند که اهداف توسعه هزاره از قدرت تحلیلی قوی وتوجیه واضح برای اهداف انتخاب شده برخوردار نبودند. همچنین نگرانی‌هایی در مورد دستکاری در تعاریف شاخص‌ها، پایه‌ها واهداف وجود داشت که این امر تصویری گمراه کننده از پیشرفت را ارائه می‌داد.
- عدم برابری درون کشوری علیرغم تفاوت‌های قابل توجه در بسیاری از کشورهای در حال توسعه، اهداف توسعه هزاره فاقد اهداف و شاخص‌های مناسب برای برابری درون کشوری بود.
- موفقیت‌های محلی و گسترش آنها تکرار موفقیت‌های بومی اثبات شده بایستی در ابعاد بزرگتری برای نیازهای بزرگتر استفاده شوند که از طریق نیروی انسانی و منابع موجود و با روش‌هایی مانند ارزیابی مشارکتی روستایی، توسعه جامعه مبتنی بر دارایی و مقیاس ذره ای امکان‌پذیر می‌شود.
- هدف هشتم این هدف، به‌جای موفقیت‌های توسعه، به‌طور منحصربه‌فردی بر دستاوردهای اهداکنندگان تمرکز دارد.

شاخص تعهد به توسعه، که سالانه توسط مرکز توسعه جهانی در واشینگتن دی سی منتشر می‌شود، بهترین شاخص شمارشی برای هدف هشتم در نظر گرفته می‌شود. این یک اندازه‌گیری جامعتری از پیشرفت اهدا شده نسبت به کمک‌های رسمی توسعه می‌باشد زیرا سیاست‌هایی را در مورد تعدادی از شاخص‌ها از جمله تجارت، مهاجرت و سرمایه‌گذاری در نظر می‌گیرد که بر کشورهای در حال توسعه تأثیر می‌گذارند.
- تأکید ناکافی بر پایداری محیط زیستاهداف توسعه هزاره به دلیل تأکید ناکافی بر توسعه پایدار نیز مورد حمله قرار گرفتند؛ بنابراین، آنها تمام عناصر مورد نیاز برای دستیابی به آرمان‌های مندرج در اعلامیه هزاره را در بر نمی‌گیرند.

### ادعای عدم مشروعیت
کل فرایند توسعه هزاره به دلیل عدم درج صدای شرکت کنندگانی که اهداف توسعه هزاره به دنبال کمک به آنها هستند، متهم به عدم مشروعیت شده است. کمیته بین‌المللی برنامه‌ریزی برای حاکمیت غذایی، در سند مشاوره موضوعی سال ۲۰۱۵ خود دربارهٔ MDG 69 بیان می‌کند که: «محدودیت عمده اهداف توسعه هزاره ۲۰۱۵، فقدان اراده سیاسی برای اجرا می‌باشد که آن به دلیل عدم مالکیت MDG توسط بخش‌هایی بود که بیشترین تأثیر را داشته‌اند.

### حقوق بشر
اهداف توسعه هزاره به نظر می‌آید بر مشارکت و توانمندسازی بومی (به غیر از توانمندسازی زنان) کمتر تأکید داشته باشد. FIAN International، یک سازمان حقوق بشری که بر حق بر غذای کافی تمرکز دارد، با اشاره به فقدان موارد زیر نوشت: "اولویت حقوق بشر، انسجام خط مشی واجد شرایط، و نظارت و پاسخگویی مبتنی بر حقوق بشر. بدون در نظر گرفتن این موارد، هیچ تغییر اساسی در سیاست‌های ملی و بین‌المللی نمی‌توان انتظار داشت».
سرمایه انسانی
MDG 2 بر آموزش ابتدایی تمرکز دارد و بر ثبت نام و تکمیل آن تأکید می‌کند. در برخی کشورها، ثبت نام دوره ابتدایی باعث افزایش هزینه در سطوح بالاتر می‌شود. در برخی موارد، تأکید بر آموزش ابتدایی بر آموزش متوسطه و پس از متوسطه تأثیر منفی گذاشته است.
نشریه ای در سال ۲۰۰۵ نوشت که اندازه‌گیری اهداف مربوط به مرگ و میر مادران، مالاریا و سل غیرممکن است و تخمین‌های فعلی سازمان ملل فاقد اعتبار علمی هستند یا وجود ندارند. نظرسنجی‌های خانگی معیار اولیه برای اهداف توسعه هزاره سلامت هستند، اما ممکن است اندازه‌گیری‌های ضعیف و تکراری باشند که منابع محدودی را دربردارند. علاوه بر این، کشورهایی که بالاترین سطح این شرایط را دارند، معمولاً کمترین جمع‌آوری داده‌ای معتبر را دارند. این مطالعه همچنین استدلال می‌کرد که بدون اندازه‌گیری دقیق، تعیین میزان پیشرفت غیرممکن است و اهداف توسعه هزاره تئوری بیش نیست.
طرفداران MDG مانند مک آرتور و ساکس با تعیین اهداف معتبر که هنوز مشکلاتی در اندازگیری دارد، مخالف کردند، چرا که هدف گذاری با ایجاد یک چارچوب سیاسی و عملیاتی، بستری را برای تلاش فراهم می‌آورد. می‌توان با افزایش کمی و کیفی سیستم بهداشت در کشورهای در حال توسعه، داده‌های بیشتری را جمع‌آوری کرد. آنها اظهار داشتند که اهداف توسعه هزاره غیر مرتبط با سلامتی، اغلب به خوبی اندازه‌گیری می‌شوند و ونمیتوان گفت تمام اهداف توسعه هزاره با کمبود داده مواجه هستند.
توجه به دیگر پارامترهای رفاه (حال خوب) و نه تنها درآمد، به تأمین بودجه برای دستیابی به اهداف توسعه هزاره کمک می‌کند. علاوه بر این، اهداف توسعه هزاره مداخلات را بنحوی اولویت بندی می‌کند که اهداف قابل دستیابی را علیرغم مشکلات اندازه‌گیری، قابل اندازه‌گیری مفید می‌کند. و مشارکت کشورهای توسعه یافته را در کاهش فقر در سراسر جهان افزایش می‌دهند. اهداف توسعه هزاره شامل حقوق جنسی و باروری، پایداری زیست‌محیطی و گسترش فناوری است. اولویت بندی مداخلات به کشورهای در حال توسعه با منابع محدود کمک می‌کند تا در مورد تخصیص منابع خود تصمیم بگیرند. اهداف توسعه هزاره همچنین تعهد کشورهای توسعه یافته را تقویت می‌کند وآنها را به کمک و به اشتراک گذاری اطلاعات را تشویق می‌کند. تعهد جهانی به اهداف احتمالاً احتمال موفقیت آنها را افزایش می‌دهد. آنها خاطرنشان می‌کنند که اهداف توسعه هزاره گسترده‌ترین اهداف کاهش فقر در تاریخ جهان هستند.
دستیابی به اهداف توسعه هزاره تنها به رشد اقتصادی بستگی ندارد. به‌طور نمونه، دررابطه با MDG 4، کشورهای در حال توسعه مانند بنگلادش نشان داده‌اند که می‌توان مرگ و میر کودکان تنها با رشدی متوسط و با مداخلاتی هر چند ارزان ولی مؤثر مانند ایمن‌سازی در برابر بیماری سرخک کاهش داد،
با این حال، بودجه دولت در بسیاری از کشورها برای دستیابی به اهداف توافق شده کافی نیست. تحقیقات در مورد سیستم سلامت نشان می‌دهد که مدل «یک اندازه متناسب برای همه» برای مراقبت‌های بهداشت فردی کشورهای در حال توسعه پاسخگو نیست. با این حال، این مطالعه مجموعه‌ای از محدودیت‌های مشترک را در مقیاس سلامت بین‌المللی از جمله فقدان ظرفیت جذب، سیستم سلامت ناکارآمد، محدودیت‌های منابع انسانی و هزینه‌های بالا یافت. این مطالعه تأکید بر پوشش، اقدامات لازم برای توسعه مراقبت‌های بهداشتی را مورد بحث قرار می‌دهد مبهم می‌کند. این اقدامات شامل ابعاد سیاسی، سازمانی و کاربردی توسعه و نیاز به پرورش سازمان‌های بومی است.
به گفته محققان مؤسسه توسعه خارج از کشور (ODI) مسائل اساسی مانند جنسیت، شکاف بین برنامه‌های بشردوستانه توسعه و رشد اقتصادی تعیین می‌کند که آیا اهداف توسعه هزاره محقق می‌شود یا خیر.
همکاری سلامت بین‌المللی (IHP+) تصمیم گرفت با به‌کارگیری قوانین بین‌الملل برای کمک‌های مؤثر و توسعه در بخش سلامت، پیشرفت MDG را تسریع ببخشد. در کشورهای در حال توسعه، بودجه قابل توجهی برای سلامت از منابع خارجی تأمین می‌شد که دولت‌ها را ملزم به هماهنگی با شرکای توسعه بین‌المللی می‌کرد. افزایش تعداد شرکا، باعث تغییرات در جریانهای مالی و تقاضاهای اداری شد. همکاری سلامت بین‌المللی، با تشویق حمایت از یک استراتژی واحد سلامت ملی، یک چارچوب نظارت و ارزیابی واحد و با پاسخگویی متقابل تلاش کرد تا بین دولت، جامعه مدنی، شرکای توسعه و سایر ذینفعان سلامت اعتماد ایجاد کند.

### برابری
پیشرفت‌های بیشتر در بازاندیشی استراتژی‌ها و رویکردها برای دستیابی به اهداف توسعه هزاره، شامل تحقیقات مؤسسه Overseas Development در مورد نقش برابری است. محققان در ODI استدلال کردند به دلیل نقشی که برابری در ایجاد یک دایره فضیلت ایفا می‌کند، پیشرفت می‌تواند سریع تر شود. این محققان دربافتند افزایش برابری به افراد فقیر کمک می‌کند تا در توسعه کشور خود مشارکت کنند و این مشارکت باعث کاهش فقر و ثبات مالی می‌شود. هرچند برابری تنها شامل بعد اقتصادی نیست و بعد سیاسی آن نیز باید در نظر گرفته شود.
به عنوان مثال نقل وانتقال‌های نقدی در برزیل، حذف هزینه‌های کاربر توسط اوگاندا و به دنبال آن افزایش چشمگیر بازدید از کشورهای فقیر یا رویکرد دوگانه موریس (رشد فراگیر و توسعه فراگیر) کمک کرد این کشورها در مسیر ورود به سازمان تجارت جهانی باشند.
بنابراین، محققان در ODI پیشنهاد می‌کنند که عدالت در جدول‌های لیگ (؟)اندازه‌گیری شود تا دید روشن تری در مورد چگونگی دستیابی به اهداف توسعه هزاره ارائه شود. ODI در حال کار با همکاران خود برای ارائه جدول‌های لیگ در نشست MDG در سال ۲۰۱۰ است.
افزایش مصرف مواد مخدر توسط مجله بین‌المللی سیاست دارویی (International Journal of Drug Policy)به عنوان یک عامل بازدارنده در برابر هدف‌های توسعه هزاره ذکر شده است.

### مسائل زنان
تمرکز بیشتر بر مسائل جنسیتی می‌توانست پیشرفت توسعه هزاره را تسریع کند، به عنوان مثال توانمندسازی زنان از طریق دسترسی به کار با حقوق می‌تواند به کاهش مرگ و میر کودکان کمک کند.
در کشورهای جنوب آسیا، نوزادان اغلب از وزن کم هنگام تولد و مرگ و میر بالا به دلیل دسترسی محدود به مراقبت‌های بهداشتی و سوء تغذیه مادر رنج می‌بردند. کار با دستمزد می‌تواند دسترسی زنان به مراقبت‌های بهداشتی و تغذیه بهتر را افزایش دهد و مرگ و میر کودکان را کاهش دهد.
افزایش تحصیلات زنان و مشارکت به عنوان نیروی کار، این تأثیرات را افزایش داد. همچنین بهبود فرصت‌های اقتصادی برای زنان، مشارکت در بازار جنسی را کاهش داد که شیوع ایدز، MDG 6A را کاهش داد. راه دیگری که می‌توان از طریق آن زنان را توانمند کرد، دسترسی به کار با حقوق است. Kabeer بیان می‌کند که این دسترسی، نه تنها عاملیت زنان را در خانواده‌هایشان افزایش می‌دهد، بلکه این کار را در حوزه‌های اقتصادی و سیاسی نیز انجام می‌دهد. مطالعه ای بر روی زنان روستایی مکزیک نشان داد که زنانی که در کارهای صنعتی مشغول بودند، می‌توانستند مذاکره کنند و احترام بیشتری در خانواده خود به دست آورند. علاوه بر این، مطالعه دیگری از تانزانیا نشان داد که افزایش دسترسی به کار با حقوق، منجر به کاهش خشونت خانگی می‌شود. در نهایت، اشتغال و دسترسی زنان به منابع مالی، مشارکت سیاسی آنها را افزایش داد. داده‌های بنگلادش نشان می‌دهد که عضویت طولانی‌تر در سازمان‌های تأمین مالی خرد، اثرات مثبت بسیاری در سطوح بالاتراز جمله مشارکت سیاسی و دسترسی بهتر به برنامه‌های دولتی دارد.
اگرچه منابع، فناوری و دانش برای کاهش فقر از طریق ایجاد برابری جنسیتی وجود دارد، اما اغلب اراده سیاسی برای تحقق این امر وجود ندارد. اگر کشورهای کمک کننده و کشورهای در حال توسعه بر هفت «حوزه کلیدی» تمرکز کنند، می‌توان پیشرفت بزرگی در راستای توسعه هزاره ایجاد کرد. این هفت حوزه کلیدی عبارتند از: کمک به دختران بیشتری برای تکمیل دوره متوسطه، تضمین حقوق مرتبط با سلامت جنسی و باروری، بهبود زیرساخت‌ها برای کاهش وقت صرف شده توسط زنان و دختران در انجام کارهای روزمره، تضمین حقوق مالکیت زنان، کاهش نابرابری‌های شغلی بین مردان و زنان، افزایش تعداد زنان در مقامات دولتی، و مبارزه با خشونت علیه زنان.
برخی از مدافعان حقوق زنان معتقدند که اهداف توسعه هزاره فعلی (MDGs) تأکید کافی بر ردیابی نابرابری‌های جنسیتی در کاهش فقر و اشتغال ندارد. آنها تأکید می‌کنند که اهداف توسعه هزاره فعلی تنها اهداف مرتبط با جنسیت را در زمینه‌های بهداشت، آموزش و نمایندگی سیاسی شامل می‌شود. نویسندگان فمینیست مانند نایلا کبیر (Naila Kabeer) پیشنهاد کرده‌اند که به منظور ترویج توانمندسازی زنان و دستیابی به اهداف هزاره، مهم است که ملاحظات جنسیتی را در سیاست‌های توسعه ادغام کرده و داده‌های خاص جنسیتی را جمع‌آوری کنند.

## میزان پیشرفت
پیشرفت در جهت دستیابی به اهداف در بین کشورها، نابرابر بوده است. برزیل به بسیاری از اهداف دست یافت [۴۹]، در حالی که دیگران، مانند بنین(Benin)، در مسیر تحقق هیچ‌یک از اهداف نیستند.[۵۰] کشورهای موفق عمده عبارتند از چین (که جمعیت فقر آن از ۴۵۲ میلیون به ۲۷۸ میلیون کاهش یافته است) و هند[۵۱]. به نظر بانک جهانی MDG 1A (کاهش پنجاه درصدی افرادی که با درآمد کمتر از ۱ دلار در روز زندگی می‌کنند) عمدتاً به دلیل نتایج حاصل از این دو کشور و آسیای شرقی در سال ۲۰۰۸ به دست آمد.[۵۲]
در اوایل دهه ۱۹۹۰ نپال یکی از فقیرترین کشورهای جهان بود و همچنان فقیرترین کشور آسیای جنوبی باقی مانده است. دوبرابر کردن هزینه‌های بهداشتی و تمرکز بر فقیرترین مناطق آن، مرگ و میر مادران را بین سال‌های ۱۹۹۸ و ۲۰۰۶ به نصف کاهش داد. شاخص فقر چند بعدی آن بیشترین کاهش را در بین کشورهای مورد بررسی داشته است. بنگلادش علیرغم رشد متوسط درآمد، بیشترین پیشرفت مشاهده شده تاکنون را درکاهش مرگ و میر نوزادان و مادران داشته است[۵۳].
بین سال‌های ۱۹۹۰ تا ۲۰۱۰، جمعیتی که با کمتر از ۱٫۲۵ دلار در روز در کشورهای در حال توسعه زندگی می‌کردند، به نصف کاهش یافت و به ۲۱ درصد یا ۱٫۲ میلیارد نفر رسید و در واقع پیش از تاریخ مقرر، هدف MDG1A محقق گشت. بیشترین کاهش درکشور چین بود، که این اهداف برایش اهمیتی نداشت. با این حال، مرگ و میر کودکان و مرگ و میر مادران به کمتر از نصف کاهش یافت. به نظر اهداف بهداشتی و آموزشی پیشرفت محسوسی نداشت[۵۳].
کاهش بدهی چندجانبه
وزرای دارایی G-8 در ژوئن ۲۰۰۵ در لندن برای تدارک نشست گلنیگلز در ژوئیه دیدار داشتند و توافق کردند که بودجه کافی را در اختیار بانک جهانی، صندوق بین‌المللی پول و بانک توسعه آفریقا (AfDB) قرار دهند تا بدهی چندجانبه HIPC (40 تا ۵۵ میلیارد دلار) را لغو کنند. دریافت‌کنندگان از نظر تئوری، به جای پرداخت بدهی‌ها آنرا صرف بهداشت و آموزش خواهند کرد[۵۴].
طرح گلنیگلز به طرح کاهش بدهی چندجانبه (MDRI) تبدیل شد. کشورها زمانی واجد شرایط شناخته می‌شوند که آژانس وام‌دهنده آنها تأیید کند که کشورها به اصلاحات خود ادامه داده‌اند[۵۴].
در حالی که بانک جهانی وAfDB , MDRI را به کشورهایی که برنامه HIPC را تکمیل می‌کنند محدود کردند، معیارهای واجد شرایط بودن صندوق بین‌المللی پول، محدودیت کمتری داشت تا با الزامات خاص «بهبود همگانی و یکسان» صندوق بین‌المللی پول مطابقت داشته باشد. در واقع به جای محدود کردن واجد شرایط بودن به کشورهای HIPC، هر کشوری با درآمد سرانه ۳۸۰ دلار یا کمتر واجد شرایط لغو بدهی است. صندوق بین‌المللی پول آستانه ۳۸۰ دلاری را اتخاذ کرد زیرا به آستانه HIPC نزدیک بود[۵۴].
صحرای آفریقا
یکی از موفقیت‌ها تقویت و بهبود تولید برنج در جنوب صحرای آفریقا بود. در اواسط دهه ۱۹۹۰، واردات برنج به حدود ۱ میلیارد دلار در سال رسید. کشاورزان ارقام برنج مناسبی که عملکرد بالایی داشته باشد پیدا نکرده بودند. برنج جدید برای آفریقا (NERICA)، یک سویه پرمحصول و سازگار، در مناطقی از جمله کنگو برازاویل، ساحل عاج، جمهوری دموکراتیک کنگو، گینه، کنیا، مالی، نیجریه، توگو و اوگاندا توسعه و معرفی شد. حدود ۱۸ گونه از این سویه در دسترس قرار گرفت و به کشاورزان آفریقایی کمک کرد تا نه تنها برنج کافی برای تغذیه خانواده خود تولید کنند که برنج اضافی برای فروش هم داشته باشند[۵۵].
منطقه همچنین پیشرفت محسوسی برای هدف دوم MDG 2 داشت. هزینه‌های مدارس که شامل انجمن اولیا و معلمان و جامعه، هزینه‌های کتاب درسی، لباس فرم اجباری و سایر هزینه‌ها بود، تقریباً یک چهارم درآمد یک خانواده فقیر را به خود اختصاص داد و به کشورهایی از جمله بوروندی، جمهوری دموکراتیک کنگو، اتیوپی، غنا، کنیا، مالاوی، موزامبیک، تانزانیا، و اوگاندا کمک کرد هزینه‌ها را کاهش دهند و مشارکت را بالا ببرند. به عنوان مثال، در غنا، ثبت نام مدارس دولتی در مناطق محروم بین سال‌های ۲۰۰۴ و ۲۰۰۵ از ۴٫۲ میلیون به ۵٫۴ میلیون افزایش یافت. در کنیا، ثبت نام مدارس ابتدایی در سال ۲۰۰۳ به ۱٫۲ میلیون نفر اضافه شد و تا سال ۲۰۰۴، این تعداد به ۷٫۲ میلیون نفر افزایش یافت[۵۶].
پس از تصویب اهداف توسعه هزاره (MDGs)، در سال ۲۰۰۰، جفری ساکس از مؤسسه زمین در دانشگاه کلمبیا در بین دانشمندان دانشگاهی و متخصصان برجسته، یکی از افرادی بود که در زمینه اهداف توسعه هزاره بسیار تلاش نمود. او ریاست کمیسیون اقتصادی کلان و سلامت سازمان جهانی بهداشت (۲۰۰۰–۲۰۰۱) را بر عهده داشت و نقشی اساسی در افزایش تأمین مالی مراقبت‌های بهداشتی و کنترل بیماری در کشورهای کم‌درآمد برای حمایت از اهداف ۴، ۵ و ۶ توسعه هزاره ایفا کرد. او با کوفی عنان دبیرکل سازمان ملل در سال ۲۰۰۰–۲۰۰۱ برای طراحی و راه‌اندازی صندوق جهانی برای مبارزه با ایدز، سل و مالاریا همکاری کرد[۵۷].
او همچنین با مقامات ارشد دولت جورج دبلیو بوش برای توسعه برنامه PEPFAR برای مبارزه با HIV/AIDS و PMI برای مبارزه با مالاریا همکاری کرد. او از سال ۲۰۰۲ تا ۲۰۰۶ به نمایندگی از عنان ریاست پروژه هزاره سازمان ملل را بر عهده داشت که وظیفه آن تدوین یک برنامه عملی مشخص برای دستیابی به اهداف توسعه هزاره بود. مجمع عمومی سازمان ملل توصیه‌های کلیدی پروژه هزاره سازمان ملل را در یک نشست ویژه در سپتامبر ۲۰۰۵ تصویب کرد. توصیه‌ها برای روستاهای آفریقا در حال حاضر در دهکده‌های هزاره و در چندین منطقه دیگر، در مقیاس‌های ملی مانند در نیجریه در حال اجرا و مستندسازی هستند.
پروژه دهکده‌های هزاره، که ساکس آن را مدیریت می‌کند، در بیش از دوازده کشور آفریقایی فعالیت می‌کند و بیش از ۵۰۰۰۰۰ نفر را تحت پوشش قرار می‌دهد. MVP جنجال‌های قابل توجهی را به همراه داشته است زیرا منتقدان هم طراحی پروژه و هم ادعاهای مطرح شده برای موفقیت آن را زیر سؤال برده‌اند. در سال ۲۰۱۲ اکونومیست این پروژه را بررسی کرد و جمع‌بندی کرد که «شواهد هنوز این ادعا را تأیید نمی‌کند که پروژه دهکده‌های هزاره تأثیر تعیین‌کننده‌ای دارد» [۵۸]. منتقدان خاطرنشان کردند: کنترل‌های مناسبی که دستاوردهای پروژه و تأثیر آن در توسعه اقتصادی را نشان دهد وجود ندارد. مقاله لنست که در سال ۲۰۱۲ مدعی افزایش ۳ برابری در میزان کاهش مرگ و میر کودکان بود، به دلیل متدلوژی نادرست مورد انتقاد قرار گرفت و نویسندگان بعداً اعتراف کردند که ادعایشان «ناموجه و گمراه‌کننده» بود.[۵۹]
نمودارهای گزارش سال ۲۰۱۰ از اهداف توسعه هزاره
مرگ و میر ناشی از مالاریا بیش از یک سوم کاهش یافته است و جان میلیون‌ها نفر را نجات داده است[۶۰].
اگرچه کمک‌های مالی کشورهای توسعه‌یافته در طول چالش هزاره افزایش یافت، بیش از نیمی از آن پرداخت‌ها به سربه‌سرشدن بدهی‌ها کمک کرد. بخش عمده ای از کمک‌های باقی مانده صرف رفع بلایا و مخارج نظامی شد. طبق گزارش دپارتمان امور اقتصادی و اجتماعی سازمان ملل متحد (۲۰۰۶)، ۵۰ کشور کمتر توسعه‌یافته حدود یک سوم کل کمک‌هایی که از کشورهای توسعه یافته سرازیر شده بود، دریافت کردند[۴۴].